# Broken Sword: The Shadow of the Templars
Broken Sword: The Shadow of the Templars (с англ. — «Сломанный меч. Тень тамплиеров») — компьютерная игра в жанре квест, разработанная компанией Revolution Software. В России игра впервые была выпущена не лицензированным способом компанией «Акелла» (позднее переиздана под маркой «Фаргус») и только в 2003 году компанией «МедиаХауз» была издана, наконец, лицензированная версия (повторно была локализована в 2009 компанией «Lazy Games» и издана компанией «Новый диск»).
Игра является классическим 2D-квестом от 3-го лица, где игрок, используя такую же классическую функцию Point-and-click, должен находить решения загадок и тайн, встречающихся в течение игры. Звуковая дорожка игры включает в себя запись различных звуковых эффектов окружающей среды, оркестровую музыку и голоса актёров. Игровая графика выполнена в стиле, напоминающем классический анимационный фильм.

## Игровой процесс
Broken Sword: The Shadow of the Templars является игрой в жанре квест, где игрок берёт на себя управление американцем Джорджем Стоббартом, который становится свидетелем взрыва в кафе, в котором он отдыхал. Цель главного героя — разобраться в произошедшем. Игрок изучает игровые локации, контактируя с разными персонажами и взаимодействуя с окружающими предметами. Отличительной особенностью игры, отличающей её от других игр жанра, является возможность смерти главного героя, после которой персонаж появляется на месте последнего сохранения.

## Сюжет
Действие начинается в Париже, где главный герой Джордж Стоббарт наслаждается осенним отпуском. Внезапно в кафе происходит взрыв, а Джордж по счастливой случайности остаётся цел и невредим. Следуя по уликам, которые оставил бандит-подрывник, одетый в костюм клоуна, Джордж обнаруживает нечто намного большее и более опасное, уходящее далеко в прошлое, во времена тамплиеров. Заручившись поддержкой французской журналистки Николь Коллар, он следует за таинственным манускриптом, указывающим ему в направлении различных уголков земного шара, таких как Париж, Ирландия, Сирия, Испания и Шотландия.

## Отзывы и награды
| Сводный рейтинг          | Сводный рейтинг                       | Сводный рейтинг                       | Сводный рейтинг                       | Сводный рейтинг                       | Сводный рейтинг                       |
| Издание                  | Оценка                                | Оценка                                | Оценка                                | Оценка                                | Оценка                                |
| Издание                  | DS                                    | GBA                                   | PC                                    | PS                                    | Wii                                   |
| ------------------------ | ------------------------------------- | ------------------------------------- | ------------------------------------- | ------------------------------------- | ------------------------------------- |
| GameRankings             | 80,87 %                               | 81,19 %                               | N/A                                   | 81 %                                  | 76,15 %                               |
| Metacritic               | N/A                                   | 80/100                                | 80/100                                | N/A                                   | N/A                                   |
| Иноязычные издания       |                                       |                                       |                                       |                                       |                                       |
| Издание                  | Оценка                                | Оценка                                | Оценка                                | Оценка                                | Оценка                                |
| Издание                  | DS                                    | GBA                                   | PC                                    | PS                                    | Wii                                   |
| Edge                     | N/A                                   | N/A                                   | 9/10                                  | N/A                                   | N/A                                   |
| GameSpot                 | N/A                                   | N/A                                   | 9,2/10                                | 5,8/10                                | N/A                                   |
| Génération 4             | N/A                                   | N/A                                   | 5/5                                   | N/A                                   | N/A                                   |
| Next Generation          | N/A                                   | N/A                                   | [ 13 ]                                | N/A                                   | N/A                                   |
| PC Gamer (US)            | N/A                                   | N/A                                   | 80 %                                  | N/A                                   | N/A                                   |
| Adventure Classic Gaming | N/A                                   | N/A                                   | [ 2 ]                                 | N/A                                   | N/A                                   |
| Computer Games Magazine  | N/A                                   | N/A                                   | [ 15 ]                                | N/A                                   | N/A                                   |
| Adventure Gamers         | N/A                                   | N/A                                   | [ 16 ]                                | N/A                                   | N/A                                   |
| PC Games                 | N/A                                   | N/A                                   | A                                     | N/A                                   | N/A                                   |
| Награды                  |                                       |                                       |                                       |                                       |                                       |
| Издание                  | Награда                               | Награда                               | Награда                               | Награда                               | Награда                               |
| Génération 4             | Лучшая приключенческая игра 1997 года | Лучшая приключенческая игра 1997 года | Лучшая приключенческая игра 1997 года | Лучшая приключенческая игра 1997 года | Лучшая приключенческая игра 1997 года |
| Quest                    | Лучший квест                          | Лучший квест                          | Лучший квест                          | Лучший квест                          | Лучший квест                          |

### Награды
Игра была номинирована на премию BAFTA за лучшую историю в 2010 году, а также на звание «приключенческой игры года» по версии Computer Gaming World в 1996 году.